# Hartest
Hartest ist ein Dorf und eine Verwaltungseinheit im District Babergh in der Grafschaft Suffolk, England. Hartest ist 33,9 km von Ipswich entfernt. Im Jahr 2022 hatte es eine Bevölkerung von 471 Einwohnern. Hartest wurde 1086 im Domesday Book als Herte(r)st erwähnt.